# Négy dinó New Yorkban
A Négy dinó New Yorkban (eredeti cím: We're Back! A Dinosaur's Story) 1993-ban bemutatott amerikai rajzfilm, amelyet Dick és Ralph Zondag, Phil Nibbelink és Simon Wells rendezett. Az animációs játékfilm producere Steve Hickner. A forgatókönyvet John Patrick Shanley írta, a zenéjét James Horner szerezte. A mozifilm az Amblimation gyártásában készült, az Universal Pictures forgalmazásában jelent meg. fantasy kalandfilm.
Amerikában 1993. november 24-én mutatták be a mozikban, Magyarországon 1994. december 13-án adták ki VHS-en.

## Szereplők
| Szereplő            | Eredeti hang      | Magyar hang         | Leírás                                                                            |
| ------------------- | ----------------- | ------------------- | --------------------------------------------------------------------------------- |
| Rex                 | John Goodman      | Vass Gábor          | A Tyrannosaurus, a filmhőse.                                                      |
| Louie               | Joey Shea         | Molnár Levente      | A fekete hajú fiú.                                                                |
| Cecilia             | Yeardley Smith    | Simonyi Piroska     | A vörös hajú lány.                                                                |
| Elsa                | Felicity Kendal   | Papp Ágnes          | A nőstény Pteranodon.                                                             |
| Woog                | René LeVant       | Rajhona Ádám        | A Triceratops.                                                                    |
| Dweeb               | Charles Fleischer | Pusztaszeri Kornél  | A Parasaurolophus.                                                                |
| Új Szem kapitány    | Walter Cronkite   | Botár Endre         | A vágyak idős embere, Rút Szem professzor öccse.                                  |
| Rút Szem professzor | Kenneth Mars      | Juhász Tóth Frigyes | A gonosz idősebb tudós, a bal szemén egy mágikus csavar, Új Szem kapitány bátyja. |
| Dr. Juliet Bleeb    | Julia Child       | Feleki Sári         | A Natural History múzeumának az igazgatónője.                                     |
| Vorb                | Jay Leno          | Görög László        | Az űrlény, Új Szem kapitány segédje.                                              |
| Stubbs              | Martin Short      | Harsányi Gábor      | A bohóc, aki Rút Szem professzornál dolgozik.                                     |
| Buster              | Blaze Berdahl     | Előd Álmos          | Kismadár, aki utálja a bátyjait.                                                  |
| Buster anyja        | Rhea Perlman      | Csere Ágnes         | A madár anyuka.                                                                   |
| Buster apja         | N/A               | Uri István          | A madár apuka.                                                                    |
| Kislány             | N/A               | Molnár Ilona        | A vörös hajú kislány, aki egy szalmakalapra vágyik.                               |
| Őr                  | N/A               | Kardos Gábor        | Az egyik őr a másikkal Rút Szem professzor cirkusza előtt.                        |

## Televíziós megjelenések
- TV2 (3. logó), Minimax (korábban), Paramount Channel
- Minimax (később)
- TV2 (4. logó)